# Cucugnan
Cucugnan (okzitanisch Cucunhan) ist eine Gemeinde mit 121 Einwohnern (Stand 1. Januar 2022) in Frankreich. Sie liegt im Département Aude in der Region Okzitanien. Die Einwohner der Gemeinde heißen Cucugnanais.

## Lage
Cucugnan liegt in der geographischen Region Corbières. Das Gemeindegebiet ist Teil des Regionalen Naturparks Corbières-Fenouillèdes.
Ein Teil der landwirtschaftlichen Flächen dient dem Weinbau und die Weinberge liegen innerhalb der geschützten Herkunftsbezeichnung Corbières.

## Bevölkerungsentwicklung
| Jahr      | 1962 | 1968 | 1975 | 1982 | 1990 | 1999 | 2007 | 2016 |
| Einwohner | 157  | 124  | 102  | 113  | 128  | 113  | 133  | 126  |

## Sehenswürdigkeiten
Auf einer Höhe von 728 m über dem Meer befindet sich die Burgruine Quéribus, eine Festung, die während des Albigenserkreuzzugs Zufluchtsort für viele Katharer war. Unter ihnen war auch der Bischof Benedikt von Termes, welcher 1231 in der Festung starb.

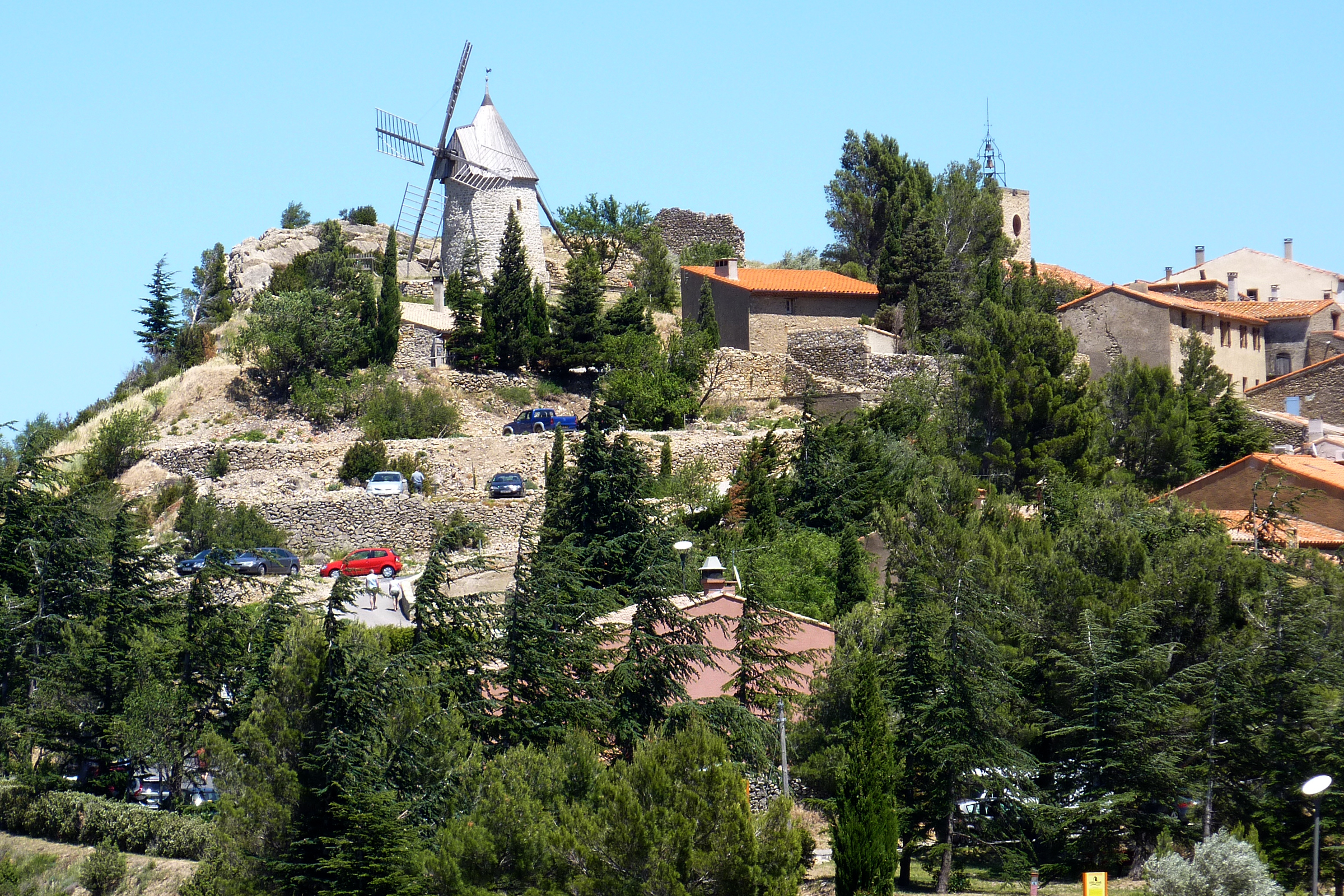
Teilansicht der Gemeinde Cucugnan
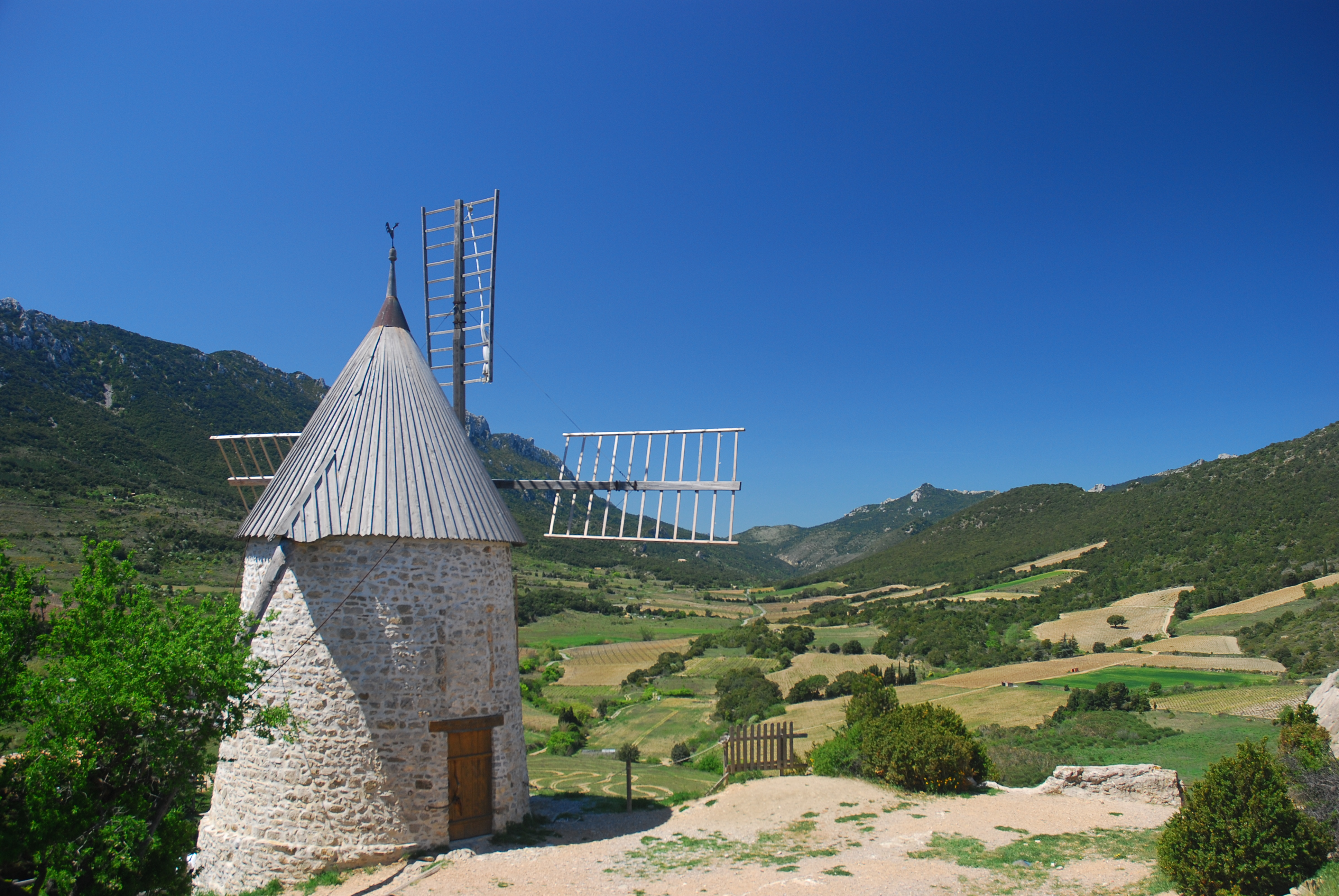
Seit 2003 wieder funktionstüchtige Windmühle oberhalb von Cucugnan
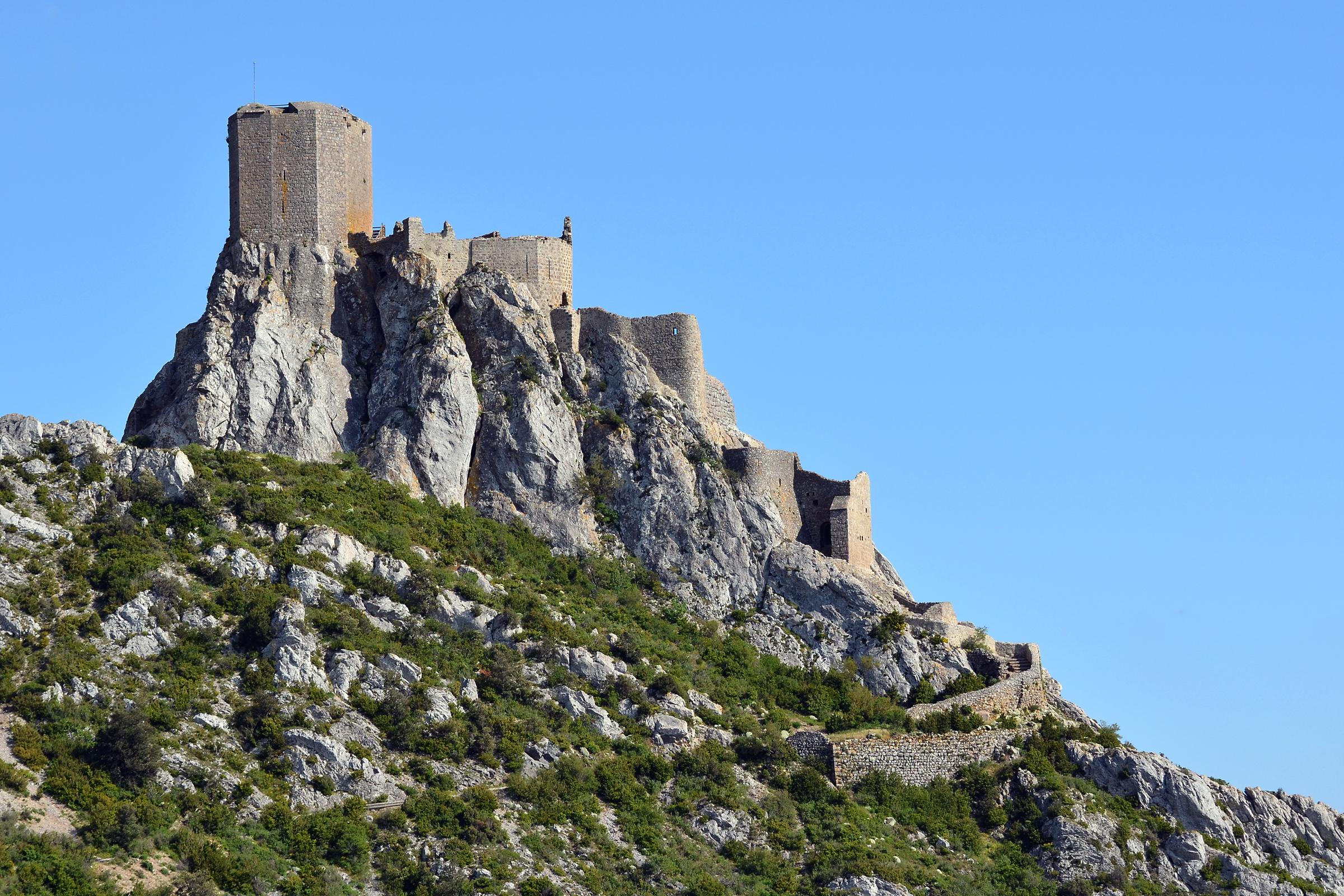
Katharerburg Quéribus

## Trivia
Der Pfarrer von Cucugnan heißt eine Erzählung von Alphonse Daudet aus Briefe aus meiner Mühle.